# Katrina Zova
Katrina Zova (* 22. Juni 1988 in Kalifornien) ist eine US-amerikanische Pornodarstellerin. Sie spielte außerdem in dem Film Portraits of Andrea Palmer mit, ihr erster Auftritt in einem Spielfilm.

## Leben
Katrina Zova begann nach eigenen Angaben im Juli 2013, in der Pornoindustrie zu arbeiten. Bis 2014 nannte sie sich Katrina Kox, später Zova. Zu Beginn wurde sie von der Agentur Coxxx Models gemanagt, später von LA Direct Models, bevor sie sich selbstständig machte und von Matthew Morgan gemanagt wurde. Sie spielte in verschiedenen DVD-Produktionen mit. Dabei trat sie unter anderem für Evil Angel auf. Sie spielte sowohl in heterosexuellen als auch in transsexuellen Szenen mit. Ergänzend dazu spielte sie Szenen für einige Webserien auf Kink.com.
2018 spielte sie im Film Portraits of Andrea Palmer der Regisseure C. Huston und Joe Rubin mit. Beim Dreh zu diesem Filmdrama profitierten die Regisseure von ihrer Pornovergangenheit, da in dem Film einige Hardcore-Szenen von ihr verlangt wurden. Es war ihr bis dato letzter Auftritt, sie gilt seit 2018 als vermisst.

## Filmografie (Auswahl)
Film
- 2018: Portraits of Andrea Palmer

Pornofilm
- 2014: Black Kong Dong 21
- 2014: White Kong Dong 22
- 2014: Facial Cum Catchers 30
- 2014: Hot Anal Auditions 2
- 2014: Machete XXX
- 2014: TS Playground 10
- 2015: Bi Forced Cuckold Gang Bang 5
- 2015: Please Cum On My Face After We Fuck 2
- 2015: Sperm Diet
- 2016: Facial Cum Catchers 39
- 2016: Grindhouse XXX 2

Webserien
- 2014: Hardcore Gangbang
- 2014: Everything Butt
- 2014: TS Pussy Hunters
- 2014: Whipped Ass